# Graninge (gmina Sollefteå)
Graninge (Östergraninge) – miejscowość (småort) w Szwecji w gminie Sollefteå w regionie Västernorrland. Około 66 mieszkańców.